# Векторный оператор Лапласа
Ве́кторный опера́тор Лапла́са (или ве́кторный лапласиа́н) — это векторный дифференциальный оператор второго порядка, определённый над векторным полем и обозначаемый символом {\displaystyle \Delta }, аналогичный скалярному оператору Лапласа. Векторный оператор Лапласа действует на векторное поле и имеет векторное значение, тогда как скалярный лапласиан действует на скалярное поле и имеет скалярное значение. При вычислении в декартовых координатах получаемое векторное поле эквивалентно векторному полю скалярного лапласиана, действующего на отдельные компоненты исходного вектора.
Поскольку векторный и скалярный лапласианы обозначаются одним и тем же символом, большой греческой буквой дельта, но являются разными математическими объектами, в рамках данной статьи векторный лапласиан обозначается черным цветом, а скалярный лапласиан — синим.

## Определение
Векторный оператор Лапласа векторного поля {\displaystyle \mathbf {A} } определяется следующим образом:
- Через оператор набла:

{\displaystyle \Delta \mathbf {A} =\nabla (\nabla \cdot \mathbf {A} )-\nabla \times (\nabla \times \mathbf {A} )} .
- Через градиент, дивергенцию и ротор:

{\displaystyle \Delta \mathbf {A} =\mathrm {grad} (\mathrm {div} \mathbf {A} )-\mathrm {rot} (\mathrm {rot} \mathbf {A} )}.
В декартовых координатах векторный лапласиан векторного поля {\displaystyle \mathbf {A} } можно представить в виде вектора, компонентами которого являются скалярные лапласианы компонент векторного поля {\displaystyle \mathbf {A} }:
{\displaystyle \Delta \mathbf {A} =\left\{{\color {blue}\Delta }A_{x},{\color {blue}\Delta }A_{y},{\color {blue}\Delta }A_{z}\right\}} ,
где {\displaystyle A_{x}}, {\displaystyle A_{y}}, {\displaystyle A_{z}} — компоненты векторного поля {\displaystyle \mathbf {A} }.
Выражения для векторного оператора Лапласа в других системах координат можно найти в статье «Оператор набла в различных системах координат».

### Обобщение
Лапласиан любого тензорного поля {\displaystyle \mathbf {T} } (скаляры и векторы являются частными случаями тензоров) определяется как дивергенция градиента тензора:
{\displaystyle \Delta \mathbf {T} =\nabla \cdot (\nabla \mathbf {T} )}.
В случае если {\displaystyle \mathbf {T} } — это скаляр (тензор нулевого порядка), оператор Лапласа принимает привычную форму.
Если {\displaystyle \mathbf {T} } — это вектор (тензор первого порядка), то его градиент это ковариантная производная, которая является тензором второго порядка, а его дивергенция — это снова вектор. Формула для векторного лапласиана может быть представлена как дивергенция выражения для градиента вектора:
{\displaystyle \nabla \mathbf {T} =\left\{\nabla T_{x},\nabla T_{y},\nabla T_{z}\right\}={\begin{bmatrix}T_{xx}&T_{xy}&T_{xz}\\T_{yx}&T_{yy}&T_{yz}\\T_{zx}&T_{zy}&T_{zz}\end{bmatrix}}},
где {\displaystyle T_{uv}\equiv {\frac {\partial T_{v}}{\partial u}}}  (общий вид компоненты тензора), {\displaystyle u} и {\displaystyle v} могут принимать значения из множества {\displaystyle \{x,y,z\}}.
Аналогично, скалярное произведение вектора на градиент другого вектора (тензор второго порядка), значением которого является вектор, может быть рассмотрено как произведение матриц:
{\displaystyle \mathbf {A} \cdot \nabla \mathbf {B} ={\begin{bmatrix}A_{x}&A_{y}&A_{z}\end{bmatrix}}\nabla \mathbf {B} ={\begin{bmatrix}\mathbf {A} \cdot \nabla B_{x}&\mathbf {A} \cdot \nabla B_{y}&\mathbf {A} \cdot \nabla B_{z}\end{bmatrix}}}.
Данное выражение зависит от системы координат.

## Использование в физике
Примером использования векторного оператора Лапласа являются уравнения Навье — Стокса для вязкой несжимаемой жидкости:
{\displaystyle \rho \left({\frac {\partial \mathbf {v} }{\partial t}}+(\mathbf {v} \cdot \nabla )\mathbf {v} \right)=\rho \mathbf {f} -\nabla p+\mu \left(\Delta \mathbf {v} \right)},
где слагаемое с векторным оператором Лапласа от поля скоростей {\displaystyle \mu \left(\Delta \mathbf {v} \right)} представляет собой вязкость жидкости.